# Kuppelbare Klemme

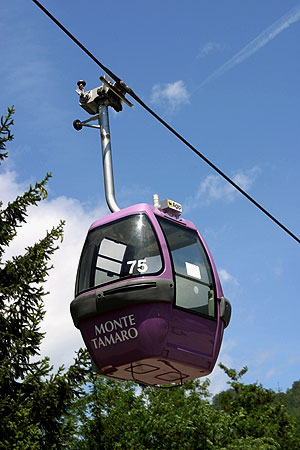
Seilbahn am Monte Tamaro; die Klemme ist der Teil links des Seils

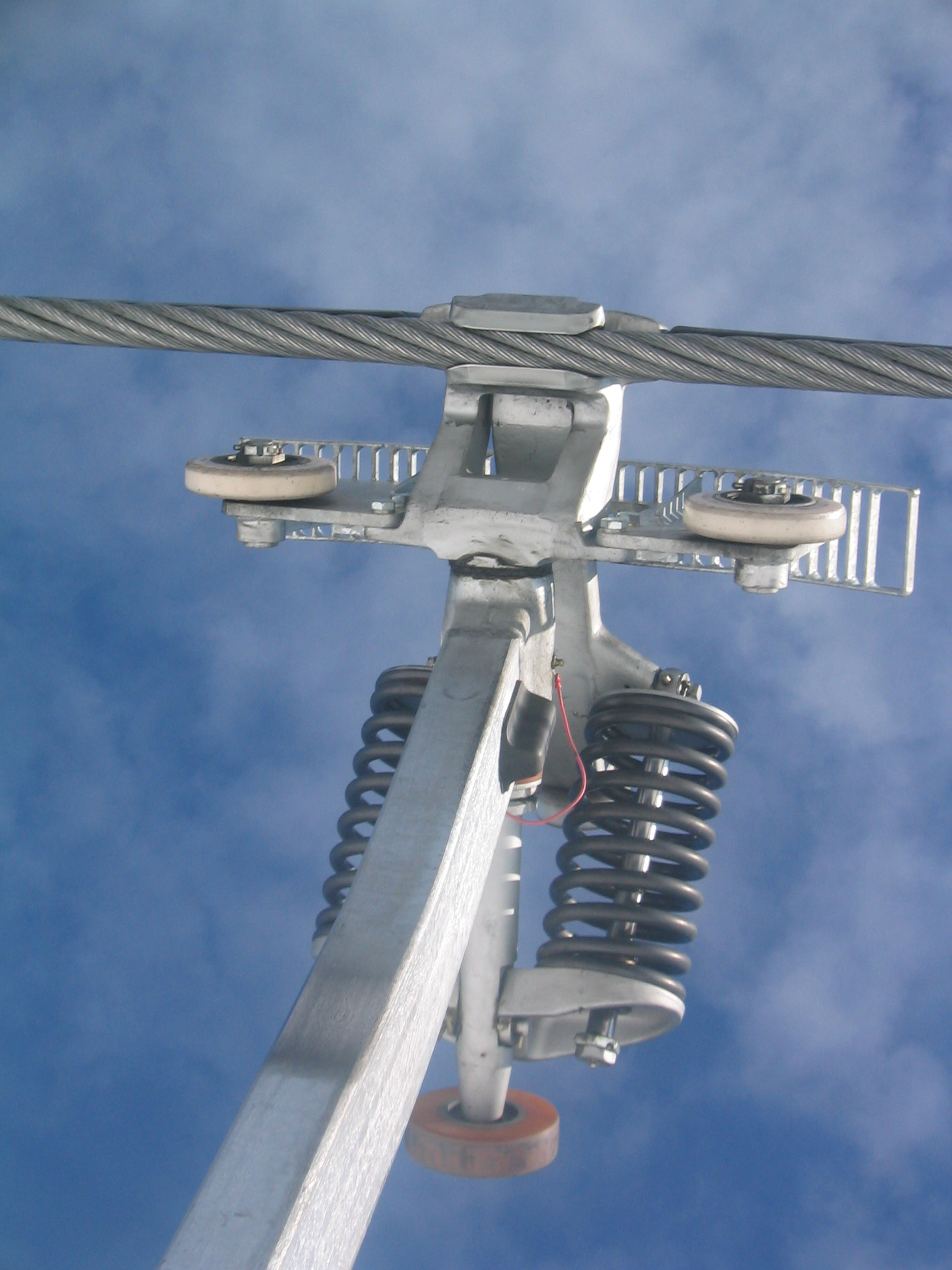
Federklemme einer kuppelbaren Umlaufbahn aus der Nähe

Kuppelbare Klemmen sind Bauteile von Seilbahnen, nämlich von Gondelbahnen, kuppelbaren Sesselbahnen und Kombibahnen. Sie verbinden das Fahrzeug mit dem Seil. In den Stationen werden sie geöffnet, um das Fahrzeug vom Seil zu lösen, so dass die Fahrgäste bei geringerer Geschwindigkeit ein- und aussteigen können; vor der Ausfahrt aus der Station werden sie dann wieder an das Seil geklemmt.
Abwandlungen der drei o. g. klassischen Seilbahn-Systeme wie das Funitel oder die 3S-Bahn nutzen ebenfalls kuppelbare Klemmen.

## Geschichte
Die ersten, einfach aufgebauten kuppelbaren Klemmen gab es bereits Ende des 19. Jahrhunderts, damals allerdings nur für Materialseilbahnen.
Als erste kuppelbare Klemme für den Personentransport kam die VR 101 des Schweizer Unternehmens Von Roll nach dem Zweiten Weltkrieg auf den Markt.
Neben Kabinen kamen zu Beginn auch Seitwärtssessel vor, also Sessel mit zwei Sitzplätzen quer zur Fahrtrichtung. Gleichzeitig entstanden auch Klemmen für 2S-Bahnen, diese allerdings fast ausschließlich mit Kabinen. Solche Bahnen entstanden in verschiedenen Ländern der Alpen ebenso wie in der restlichen Welt, z. B. in Tschechien.
In den 1970er-Jahren bot die französische Firma Pomagalski die ersten kuppelbaren Sesselbahnen an, wie sie heute üblich sind. Dem folgten viele weitere Hersteller, sodass nochmals viele neue Klemmen entwickelt wurden.

## Allgemeine Funktionsweise
Die Klemmkraft, mit der die Klemmbacken auf das Seil drücken, wird durch Schraubendruck- oder Tellerfedern aufgebracht. Historische Klemmen nutzten teilweise oder vollständig die Gravitation in der Form des Gewichtes des an der Klemme hängenden Fahrbetriebsmittels.
Um die Klemme zu öffnen, wird durch eine Schiene in der Station beim Entlangfahren ein Hebel betätigt, der den Klemmmechanismus öffnet. Schraubklemmen nutzten dazu auch ein Zahnrad mit einer Gewindespindel, das in der Station durch eine feste Zahnschiene in Drehung versetzt wird und so die Klemmung aufschraubt. Bei Schwerkraftklemmen werden die Fahrzeuge relativ zum Seilniveau angehoben, um den Klemmmechanismus vom Fahrzeuggewicht zu entlasten und dadurch zu öffnen.
Bei der Stationsausfahrt werden alle abfahrenden Fahrzeuge auf korrekte Kupplung geprüft, z. B. durch Lochblenden zur Ermittlung der korrekten Position der Klemme zum Seil und zur Prüfung, ob der Betätigungshebel seine vorgesehene Endposition genau erreicht hat. Bei einer Fehlkupplung werden so elektromechanische bzw. elektronische Sensoren ausgelöst, die die Bahn stillsetzen. Bei neueren Bahnen mit Federklemmen finden während des Stationsdurchlaufes automatische Federkraftmessungen statt, um defekte Federklemmen zu erkennen.
Alle Klemmen lassen sich unterteilen in:
- monostabile Klemmen: sie schließen automatisch, wenn sie nicht durch eine Kuppelschiene offen gehalten werden. D. h., sie schließen sich nach dem Auskuppeln sofort wieder, passieren die Station in geschlossenem Zustand und werden dann erneut geöffnet, um wieder einzukuppeln; selten werden sie auch während der Fahrt durch die Station mittels einer Schiene offen gehalten.[3]
- bistabile Klemmen: sie werden bei der Stationseinfahrt geöffnet und bleiben bei der Fahrt durch die Station ohne zusätzliche Krafteinwirkung geöffnet; bei der Ausfahrt werden sie dann wieder geschlossen. Sie lassen sich anhand ihres Funktionsprinzips weiter unterteilen in:
  - Kniehebelklemmen
  - Nockenklemmen
  - Schraubklemmen.[4]

## Verschiedene Modelle
Im Folgenden werden einige bedeutenden Klemmen beschrieben.(Quelle: siehe Weblink „Kuppel-Historie von 1873 bis heute“)
Heute sind die Klemmentypen Wopfner, Agamatic, Euro und Doppelmayr Torsion im Einsatz.

### VR 101

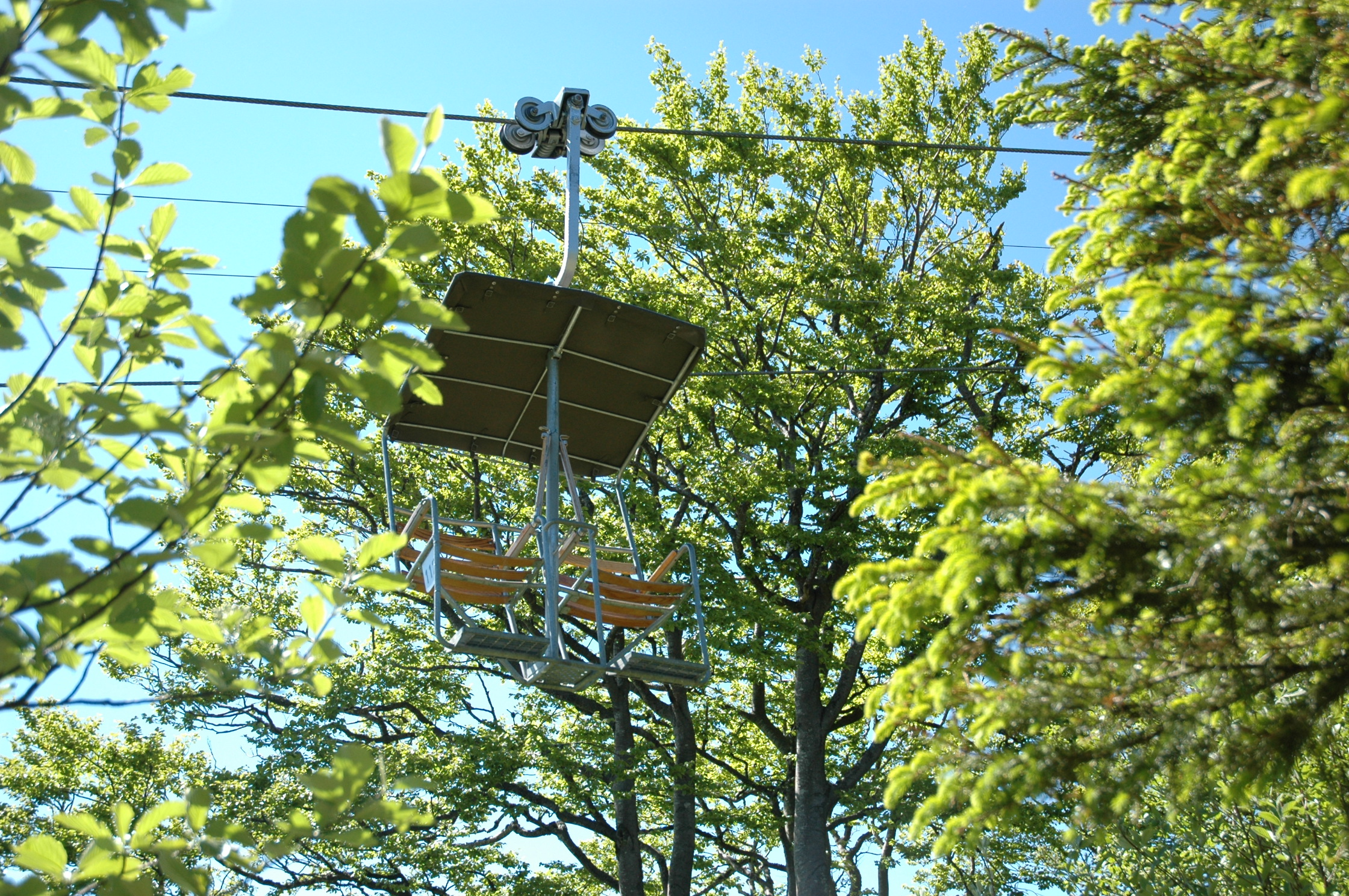
Die Klemme VR 101 an der (abgebauten) Sesselbahn Weissenstein (Jura)

Die VR 101, entwickelt vom Schweizer Unternehmen Von Roll, war die erste kuppelbare Klemme der Welt, die für den Transport von Personen konstruiert war. Erstmals wurde sie 1945 von der Sesselbahn Foppa in Flims benutzt. Ihre Klemmkraft erbringt sie durch die Gravitation und den Gebrauch von Federn. Genutzt wurde sie vor allem für Seitwärtssesselbahnen, aber auch für Gondeln mit zwei Sitzplätzen. Die einzige verbliebene Seilbahn mit diesem System ist die auf den Komáří hůrka in Tschechien.

### Giovanola
Eine der ersten kuppelbaren Klemmen ist die der Walliser Firma Giovanola. Sie beruht ausschließlich auf Gravitation zur Aufbringung der Klemmkraft. Sie wurde erstmals 1950 bei der Gondelbahn Croix des Ruinettes in Verbier eingesetzt. Auch später wurde sie nur ein einziges Mal bei einer Sesselbahn verwendet, nämlich am irischen Bray Head.
Nachdem Giovanola sich aus dem Seilbahngeschäft zurückgezogen hatte, verbauten andere Hersteller dieses Klemmensystem, sodass es insgesamt ca. 40 Jahre lang verbaut wurde. Es gibt nicht mehr viele dieser Anlagen, und sie verschwinden mit hoher Geschwindigkeit. Eines der wenigen erhaltenen Beispiele ist die Seilbahn im Westfalenpark in Dortmund.

### Wopfner
Die österreichische Firma Wopfner entwickelte 1989 eine kuppelbare Klemme, die ihre Klemmkraft durch Schraubenfedern erbringt. Die Firma existiert heute nicht mehr, der Hersteller Bartholet nutzt diese Klemme aber bis heute.

### Agamatic
Die Agamatic-Klemme wurde vom gleichnamigen italienischen Unternehmen entwickelt und wird heute von Doppelmayr eingesetzt.

### Euro/Leitner-Poma-Agamatic
Die beiden zusammenarbeitenden Hersteller Leitner AG und Pomagalski nutzen beide diese 1997 entwickelte Klemme, die mit Hilfe von Schraubenfedern funktioniert. Sie wurde von der Fa. Doppelmayr kopiert als italienischen Agamatic-Klemme. In Südtirol waren nur Klemmen mit offenen Federn erlaubt, insofern konnte die Doppelmayr DS bzw. DT Klemme nicht verwendet werden. Leitner hat sie entwickelt und einen Patentstreit mit der Fa. Doppelmayr gewonnen, Doppelmayr musst daraufhin für jede verbaute Klemme Lizenz zahlen. Dieses Patent lief 2012 aus, seitdem verbaut Doppelmayr vermehrt diese Klemme in einer geringen Abwandlung.

### Doppelmayr DS
Geschlossene Tellerfedernklemme, die seit ca. 1983 durch die Fa. Doppelmayr verbaut wurde, und sehr weit im Alpenraum verbreitet ist.

### Doppelmayr Torsion
Die 1994 von Doppelmayr entwickelte Klemme erzeugt die Klemmkraft durch Stabfedern und wird bis heute verbaut. Seit der Einführung des Systems DemonLine (D-Line) im Jahr 2015 ist die Produktion der DT-Klemme jedoch rückläufig.